# هامیلتون (شهرستان اوزاکی، ویسکانسین)
هامیلتون (به انگلیسی: Hamilton) یک منطقهٔ مسکونی در ایالات متحده آمریکا است که در شهرستان اوزاوکی، ویسکانسین واقع شده‌است. هامیلتون ۲۱۲٫۱۴ متر بالاتر از سطح دریا واقع شده‌است.